# Chinnaraje

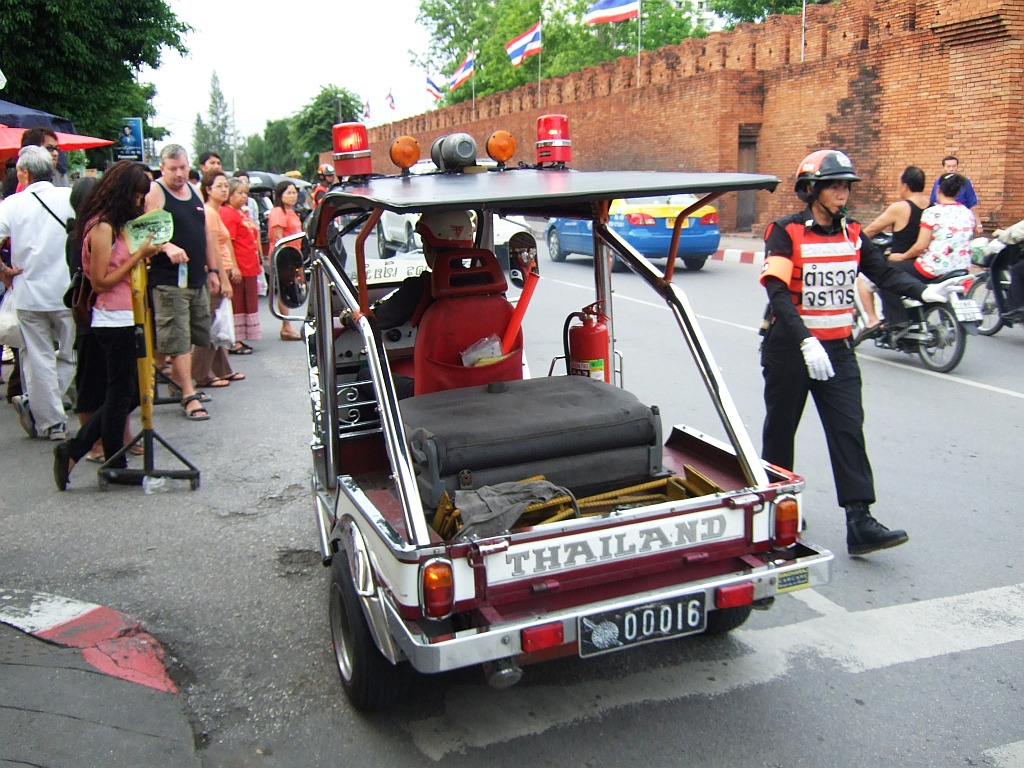
Ein Chinnaraje ETT-6 Lanna der königlich thailändischen Polizei in Chiang Mai

Chinnaraje Co., Ltd. (thailändisch บริษัท ชินนเรศ จำกัด, RTGS Borisat Chinnaret Chamkat – Aussprache: [bɔːríʔsàt t͡ɕʰinnáʔrêːt t͡ɕamkàt]) ist ein thailändisches Unternehmen mit Unternehmenssitz in Chiang Mai, das sich auf die Herstellung von Autorikschas spezialisiert hat.

## Geschichte
Das Unternehmen wurde am 14. Januar 2002 gegründet. Die Fahrzeuge wurden komplett montiert oder als SKD-Bausatz versandt.
Die Website war nur bis August 2015 erreichbar.

## Modelle
Im  Jahr 2015 wurden folgende Modelle angeboten:
- ein Tuk Tuk "Party" (Sabai Sabai) für die Personenbeförderung mit Platz für 6–9 Passagiere. Es wird von einem Suzuki-Viertaktmotor mit 660 cm³ angetrieben.[3]
- ein Tuk Tuk "Minibus", ebenfalls für die Personenbeförderung mit Platz für 6–9 Passagiere. Es wird von einem Suzuki-Viertaktmotor mit 660 cm³ angetrieben.[4]
- ein Electric Tuk Tuk (ETT) mit Elektroantrieb.[5]
- hinzu kamen diverse Modelle wie Golf-Caddys, Fahrzeuge in „Standard Size“ und „King Size“ oder ein „Classic“ Tuk Tuk, das den Modellnamen Midjet1962 trug.[1] Dabei scheint es sich um ein äußerlich dem Daihatsu Midget MP nachempfundenes Fahrzeug gehandelt zu haben.[6][7]